# Qiryat Motsqin
Qiryat Motsqin és una ciutat del districte de Haifa d'Israel. Es troba entre Haifa i Acó i forma part, juntament amb quatre ciutats més, d'un grup de ciutats satèl·lit de Haifa anomenades ha-Qerayot. Fou fundada el 1934 i obtingué l'estatus de ciutat el 1976.
La ciutat rep el nom de Leo Motzkin (1867-1933), un matemàtic ucraïnès que cofundà l'Organització Sionista Mundial.

## Dades estadístiques

### Demografia
Segons l'Oficina Central d'Estadística d'Israel (CBS), l'any 2001 la població de la ciutat era un 100% jueva o no-àrab, i no hi ha un nombre significatiu d'àrabs.
L'any 2001 hi havia 18.500 homes i 20.200 dones. La població de la ciutat es compon en un 27,8% de persones de menys de 20 anys, un 15,5% de persones d'entre 20 i 29 anys, un 18,0% d'entre 30 i 44, un 19,6% d'entre 45 i 59, un 4,2% d'entre 60 i 64, i un 14,8% de majors de 65. La taxa de creixement de la població aquell mateix any era d'1,8%.

### Ingressos
Segons la CBS, l'any 2000 hi havia 15.326 empleats i 878 autònoms a la ciutat. El salari mensual mitjà de la ciutat per als empleats era de 6.175 nous xéquels. El salari mitjà dels homes era de 8.061 nous xéquels i el de les dones era de 4.238 nous xéquels. Els ingressos mitjans dels autònoms eren de 7.077 nous xéquels. 808 persones rebien prestació d'atur i 2.377 ajuda social.

### Ensenyament
Segons la CBS, hi ha 13 centres educatius i 6.682 estudiants a la ciutat. Hi ha 8 escoles primàries amb 3.039 estudiants i 6 escoles secundàries amb 3.643 estudiants. L'any 2001, un 66,8% dels estudiants d'últim curs de secundària es van graduar.

## Ciutats agermanades
- Tacoma (Washington, Estats Units)